# Rio Ibicuí-Mirim
Pour les articles homonymes, voir Ibicuí et Mirim.
Le rio Ibicuí-Mirim est un cours d'eau brésilien de l'État du Rio Grande do Sul. C'est un affluent de la rive droite du rio Ibicuí qu'il rejoint sur la municipalité de Cacequi.

## Étymologie
Ibicuí et Mirim sont la transcription  de mots tupi-guarani signifiant respectivement « terre de sable » et « petit » (petite rivière, en l'occurrence).